# Pinhal Interior Sul
El Pinhal Interior Sul es una subregión estadística portuguesa, parte de la Región Centro, y dividida entre el Distrito de Castelo Branco y el Distrito de Santarém. Limita al norte con el Pinhal Interior Norte y la Cova da Beira, al este con la Beira Interior Sul, al sur con el Alto Alentejo y al oeste con el Medio Tejo. Área: 1906 km². Población (2001): 44 804. 
Comprende 5 concelhos:
- Mação
- Oleiros
- Proença-a-Nova
- Sertã
- Vila de Rei

- Datos: Q1547442